# Rönnösjön
Rönnösjön (Rännögssjön) er en sø i Offerdals sogn, Krokoms kommun, Jämtland i Sverige. Søen ligger mellem Rönnöfors (Rännön) og Aspbacken. 
Rönnösjön afvandes via Långan til Indalsälven. Fossen mellem Rönnösjön och Landösjön, Rönnöforsen, har givete navn til det jernværk som blev opført i 1845 og senere til den nærliggende landsby Rönnöfors. 
63°40′N 13°46′Ø / 63.667°N 13.767°Ø